# Chrást (Příbrami járás)
Chrást település Csehországban, a Příbrami járásban. Chrást Rožmitál pod Třemšínem, Tochovice, Horčápsko, Modřovice és Březnice településekkel határos. Lakosainak száma 214 fő (2024. január 1.).

## Népesség
A település lakosságának változását az alábbi diagram mutatja:
| Lakosok száma | 462  | 481  | 393  | 251  | 198  | 205  | 210  | 205  | 207  | 214  |
|               | 1869 | 1890 | 1921 | 1950 | 1980 | 2001 | 2017 | 2019 | 2022 | 2024 |